# Хаддинг
Хаддинг — воин и волшебник германо-скандинавской мифологии, легендарный правитель данов.

## История
Хаддинг воспитывался великанами в Швеции. Пользовался покровительством у Одина.

## Подвиги
Хаддинг совершает ряд подвигов, в том числе и мстит за смерть отца.
Боги недовольны, но Хаддинг умилостивил их, принеся жертву Фрейру. Он убивает великана, избавляя от его притязаний дочь норвежского короля, которую затем берёт себе в жёны. Позже он и спутница из подземного мира посещают подземное царство мёртвых, где находят плодородные поля и людей благородного облика. По мосту Хаддинг переходит через стремительный поток, в котором плавало оружие. На берегу сражались два войска, то были, как объяснила ему его проводница, воины, павшие на поле боя и постоянно повторявшие подвиги своей прежней жизни. Далее им преградила путь высокая стена, но спутница Хаддинга оторвала голову у петуха, которого несла с собой, и бросила его за стену, где он немедленно ожил и закукарекал. Возвратившись в мир живых, Хаддинг возобновляет свои воинские подвиги, Один, которого он принял на свой корабль, обучает его боевому строю и предсказывает, что Хаддинг умрёт от собственной руки. Друг Хаддинга, король Швеции Хундинг, получив ложную весть о его смерти, устроил пир в его память и утонул в бочке с пивом. Услыхав о гибели друга, Хаддинг повесился в присутствии всего народа.